# Степан Котроман
Степан Котроман (сербохорв. Stjepan Kotromanić / Стјепан Котроманић; 1242—1314) — бан Боснии.

## Биография
Считается, что Степан Котроман был сыном бана Приезды I. В 1284 году женился на Елизавете — дочери Стефана Драгутина, получившего тогда Усоре и Соли в восточной Боснии, отторгнутые от Боснийского баната в 1254 году решением венгерского короля Белы IV.
В 1287 году Приезда I оставил трон, и Боснийский банат был разделён между Степаном Котроманом и старшим сыном Приезды I Приездой II; Степану досталась восточная часть. В 1290 году Приезда II скончался, и Степан Котроман стал править всей Боснией.
В том же 1290 году был убит венгерский король Ласло IV Кун, и началась борьба за венгерский престол. Сначала трон занял Андраш III из династии Арпадов, но сестра убитого Ласло — Мария Неаполитанская — предъявила свои права на престол, а затем передала их сыну Карлу Мартеллу Анжуйскому, эти претензии были поддержаны римским папой Николаем IV. На территории Венгерского королевства на сторону Анжуйской династии встал Павел I Шубич, объявивший себя в 1293 году баном Хорватии. Так как Павел Шубич был женат на дочери Стефана Драгутина Урсуле, то семейные связи заставили Степана Котромана поддержать коронацию Карла Мартелла. Чтобы увеличить своё влияние, Карл Мартелл издал большое число указов, раздающих земли Котроманича мелким дворянам.
В 1295 году Карл Мартелл неожиданно умер, и Мария передала претензии на венгерский трон его сыну и своему внуку Карлу Роберту. Папа Бонифаций VIII в 1297 году объявил 12-летнего мальчика королём Венгрии. Павел Шубич объявил себя «повелителем Боснии» («Dominus Bosne»), а в 1299 году передал титул бана Боснии своему младшему брату Младену. В начале 1300 года Павел I Шубич пригласил Карла Роберта в Венгрию, признав его своим королём, а Карл Роберт подтвердил права Шубичей на владения в Боснии.
Вскоре война в Боснии превратилась в религиозную, так как Младен принялся за искоренение учения богомилов. Сторонники богомилов стали собираться под знамёна Степана Котромана, и в 1305 году в Боснию был вынужден вторгнуться сам Павел Шубич, объявивший себя «господином всей Боснии» («totius Bosniae dominus»).
В 1312 году Павел Шубич умер, но Степан Котроман не успел восстановить свою власть в Боснии, так как сам умер в 1314 году.

## Семья и дети
Степан был женат на Елизавете — дочери Стефана Драгутина. Дети:
- Владислав
- Нинослав
- Степан
- сын
- Катерина, замужем за князем Николаем Захумским
- Мария